# Хакімов Ахіяр Хасанович
Ахіяр Хасанович Хакімов (башк. Хәкимов Әхиәр Хәсән улы; нар. 23 серпня 1929, 
Давлекановський район, Російська РФСР — пом. 27 грудня 2003, Москва, Росія) — башкирський письменник, перекладач, критик, літературознавець; кандидат філологічних наук (1967).

## Біографія
Ахіяр Хакімов народився 23 серпня 1929 року в аулі Новоянбекове.
Його дід походив з дворянського роду, служив офіцером Російської царської армії, брав участь у боях за Шипку. Ахіяр рано втратив батька, і його вихованням займалася бабуся. Закінчивши шість класів у школі в селі, він вступив на підготовчі курси Давлекановського педагогічного училища, одночасно відвідуючи курси радистів. В юнацькі роки писав вірші, які не збереглися.
Бажаючи швидше потрапити на фронт німецько-радянської війни, він у 14 років взяв у сільраді довідку, що йому 16, і поїхав до Москви. На станції Щолково Московської області він прибився до солдатів, які забрали з собою. Так він опинився в м. Фрязіно. Спочатку його переховували, але потім керівництво дозволило йому залишитися, і він був включений до списків, навчався на радиста, стрибав з парашутом. Лейтенантом у них був Григорій Чухрай, згодом знаменитий режисер.
З вересня по листопад 1943 року брав участь у боях у складі 3-ї гвардійської повітряно-десантної бригади, перекинутої на правий берег Дніпра. З кінця 1943 року і до кінця війни він воював у складі 103-їй гвардійської стрілецької дивізії 3-го Українського фронту, де став «сином полку». Пережите на фронтах війни дало Ахіяру Хакімову багатий документальний матеріал для віршів, повістей, романів.
В 1950—1953 рр. працював учителем в Узбекистані. У 1953—1956 рр. був директором Старомусинської школи (Кармаскалінський район Башкирської АРСР).
У 1961 р. закінчив філологічний факультет МДУ імені М. В. Ломоносова У першій половині 1960-х років захистив дисертацію, присвячену творчості Мустая Каріма. У 1960—1962 рр. — літературний співробітник, заступник головного редактора журналу «Агидель». Перші оповідання про кохання друкував у башкирських літературних журналах в 1960-ті роки, будучи студентом. Перша його книга — збірка літературно-критичних статей — вийшла в 1967 році.
У 1967 році закінчив аспірантуру Інституту світової літератури імені М. Горького.
Надалі його життя була пов'язана з «Літературною газетою»: в 1967—1992 рр. був редактором відділу літератури народів СРСР, членом редколегії, одночасно — секретарем правління Спілки письменників РРФСР.
У 1990-ті роки викладав в Літературному інституті в Москві, вів башкирскую групу студентів.
Помер 27 грудня 2003 року в Москві.

### Родина
Дружина — Лідія Камалівна Хакімова, дочка — Гульшат.
Перша дружина — Асма Низамівна, син Ришат, дочка Римма, онук Роман.

## Нагороди та премії
- орден Червоної Зірки (1945)[5]
- медаль «За відвагу» (1944)
- медаль «За взяття Відня» (грудень 1945 року),
- медаль "За перемогу над Німеччиною у Великій Вітчизняній війні 1941—1945 рр."[2]
- орден «Знак Пошани» (1979)
- Премія башкирського комсомолу імені Г. Саляма (1980) — за успішну роботу над темою війни
- Республіканська премія імені Салават Юлаєва (1984) — за романи «Куштиряк» і «Шкіряні шкатулка» («Лихі часи»), видані Башкниговидавом у 1982 році і видавництвом «Радянський письменник» у 1984 році
- орден Вітчизняної війни II ступеня (1985)
- заслужений працівник культури РРФСР (1985)
- Державна премія РРФСР імені Максима Горького (1989) — за книгу «Плач домбри» (1986)
- Народний письменник Республіки Башкортостан (2001)
- почесний громадянин міста Давлеканове.

## Творчість
Ахіяр Хакімов писав як російською, так і башкирською мовами. У студентські роки почав писати оповідання, статті, рецензії. Ним були написані повісті «Райдуга» (1973), «Байга» (1974), «Кульгава вовчиця» (1977), «Весілля» (1978), «Ешелон» (1995), «Опале листя» (2001), «Наперекір смерті» [Архівовано 18 лютого 2020 у Wayback Machine.]; романи «Чумацький шлях» (1989), «Куштиряк» (про життя і звичаї башкирської села), «Ураган» і «Від бурі немає спасіння» (опис життя в 20-30-х роках XX століття), «Шкіряні шкатулка» та «Плач домбри» (про боротьбу башкирських племен за свою незалежність в XIV столітті), «Караван» (про взаємопроникнення культур); оповідання «Падають зірки» (1998), «Один день в серпні» (1998), «Зустріч із маршалом» (1999), вірші «Пам'ятник», «Весняні мрії», «Уршак», «Уїл», «Париж» тощо.
Ахіяр Хасанович був різнобічною людиною, займався науковою та викладацькою роботою, публіцистикою та перекладами. Перекладав російською мовою твори башкирських письменників, а також народний башкирська епос «Урал-батир», башкирською мовою — епос фінського народу «Калевала».
Монографії «Зі століттям нарівні», «Література і час». Ним написані статті, присвячені дослідженню башкирської літератури.
Твори А. Хакімова, написані башкирською мовою, перекладені українською, російською, казахською, узбецькою, таджицькою, туркменською, азербайджанською, татарською та естонською мовами. Його твори друкувалися в Болгарії, Угорщині, Чехословаччині та Франції.

### Вибрані твори
Джерело — Електронні каталоги РНБ [Архівовано 3 березня 2016 у Wayback Machine.]
- Хакимов А. Х. Байга : Повести / Пер. с башк. — М. : Сов. писатель, 1981. — 367 с. — (Зміст: Радуга; Байга; Свадьба; Гульбикэ) — 30000 прим.
- Хакимов А. Х. Куштиряк ; Лихие времена : Романы / Пер. с башк. — М. : Сов. писатель, 1984. — 496 с. — 30000 прим.
- Хакимов А. Х. Млечный путь : Роман / Пер. с башк. авт. — М. : Современник, 1990. — 332 с. — 50000 прим. — ISBN 5-270-00914-5.
- Хакимов А. Х. Мост : Повести / Пер. с башк. И. Каримова. — М. : Сов. Россия, 1983. — 283 с. — (Зміст: Свадьба; Байга; Мост) — 50000 прим.
- Хакимов А. Х. Плач домбры : Романы / Пер. с башк. — М. : Сов. писатель, 1988. — 580 с. — (Зміст: Плач домбры; Кожаная шкатулка) — 30000 прим. — ISBN 5-265-00502-1.
- Хакимов А. Х. Плач домбры : Романы. Повесть / Пер. с башк. И. Каримова. — М. : Известия, 1991. — 601 с. — (Библиотека «Дружбы народов»; Зміст: Романы: Плач домбры: О башк. поэте XIV в. Хабрау; Куштиряк; Свадьба: Повесть) — 180000 прим. — ISBN 5-206-00213-5.
- Хакимов А. Х. Сполохи : Повести / Пер. с башк. — М. : Сов. писатель, 1978. — 368 с. — (Зміст: Байга; Хромая волчица; Сполохи; Мост) — 30000 прим.
- Хакимов А. Х. Творящие весну : Заметки о худож. особенностях романов Ш. Рашидова. — Ташкент : Изд-во лит. и искусства, 1979. — 124 с. — 3000 прим.
- Хакимов А. Х. Ураган : Роман / Пер. с башк. авт. — Уфа : Башк. изд-во «Китап», 1996. — 301 с. — 7000 прим. — ISBN 5-295-01423-1.

## Ушанування пам'яті
У Давлеканово створений і працює будинок-музей Ахіяра Хакімова. Його ім'я носять одна з вулиць міста та школа в рідному селі.
У 2010 році адміністрацією Давлекановського району Башкортостану заснована літературна премія імені Акіма Хакімова в галузі літературного перекладу і критики.